# Alex Davison
Alex Davison, född den 3 november 1979 i Melbourne, Australien, är en australisk racerförare. Hans lillebror Will Davison är också professionell tävlingsförare.

## Racingkarriär
Davison inledde sin karriär i australiska formel Ford, där han slutade på en tredje plats 1999. Han flyttade sedan till Europa, och tävlade i tyska Porsche Carrera Cup, där hans bästa placering var en femteplats 2003. År 2002 blev Davison sexa i europaserien Porsche Supercup, vilket var hans dittills främsta merit. Han flyttade sedan hem till Australien, och tillbringade några lyckosamma år i den australiska Carreraserien. Han tog sin första titel 2004, och blev även trea 2006. Dessutom körde han Bathurst 1000 km vid ett antal tillfällen. 2008 gjorde Davison comeback inom den internationmella racingen, och blev tvåa i GT2-klassen i Le Mans Series, och vann dessutom ett GT2-race i FIA GT på Nogaro samma år.